# Gau Düsseldorf

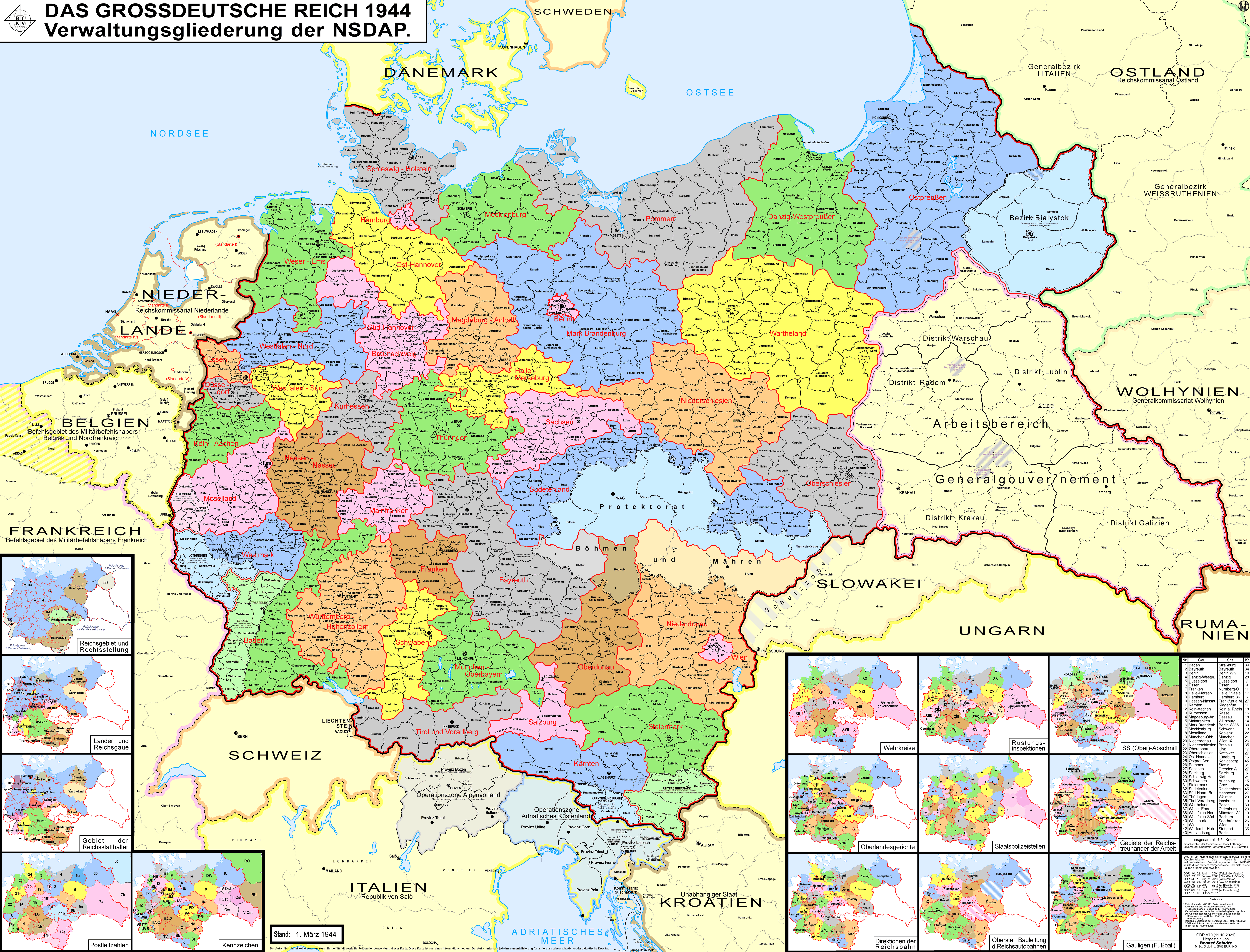
Gaue des Deutschen Reiches 1944

Der Gau Düsseldorf war eine Verwaltungseinheit der Nationalsozialistischen Deutschen Arbeiterpartei (NSDAP). Der Gau bestand von 1930 bis 1945.

## Geschichte und Struktur

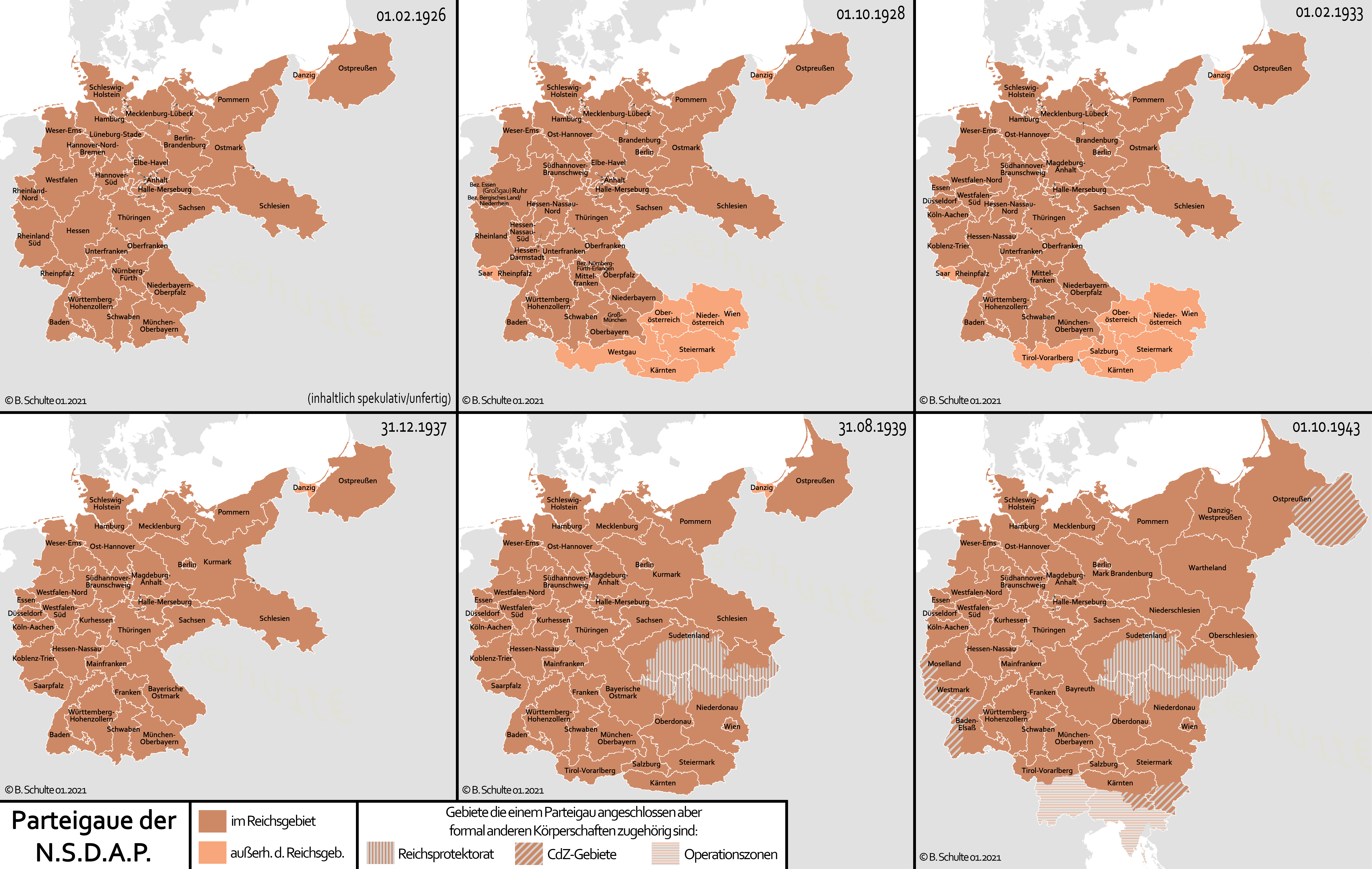
Gaue der NSDAP 1926, 1928, 1933, 1937, 1939 und 1943

Bis 1926 war das Gebiet des 1930 gegründeten Gaus, das große Teile des Niederrheins und des Bergischen Landes umfasste, ein Bezirk des Gaus Rheinland-Nord. Ab März 1925 stand dieser Gau unter der in Elberfeld angesiedelten Leitung von Axel Ripke (1880–1937). Ab Sommer 1925 übernahm der Gaugeschäftsführer Joseph Goebbels (1897–1945) die faktische Leitung des Gaus Rheinland-Nord, unterstützt durch Karl Kaufmann (1900–1969). Von 1926 bis 1928 war das bergisch-niederrheinische Gebiet sodann ein Teil des Gaus Ruhr. Nach Auflösung des Gaus Ruhr im Jahre 1928 wurde das Gebiet als „Bezirk Bergisches Land/Niederrhein“ bezeichnet und stand unter der Leitung von Fritz Härtl (1892–1974). Zum 1. Januar 1930 wurde dieser Bezirk schließlich zum Gau Düsseldorf hochgestuft. Als Gauleiter amtierte vom 1. August 1930 bis zum Einmarsch US-amerikanischer Streitkräfte Mitte April 1945 Friedrich Karl Florian (1894–1975), als sein Stellvertreter in den Jahren 1932/1933 Werner Keyßner (1903–1969), ab April 1933 Karl Overhues (1886–1972). Reichsorganisationsleiter Gregor Strasser hatte ihn am 1. Oktober 1929 für diese Funktion vorgesehen. Die Gauleitung wurde durch einen Gauwirtschaftsberater unterstützt. In den Jahren 1932 bis 1936 war dies Josef Klein. Mit Wirkung vom 1. Juli 1932 wurden die Gebiete der Kreise Kleve, Geldern und Moers vom Gau Düsseldorf abgetrennt und dem Gau Essen zugeordnet, um eine Anpassung an vorhandene Reichswahlkreise zu erreichen. Die Gauleitung bezog am 30. Januar 1937 das Schloss Jägerhof in Düsseldorf, nach einem schweren Luftangriff am 12. Juni 1943, bei dem das Schloss schwer beschädigt worden war, das Gebäude des Oberlandesgerichts Düsseldorf. Eine Gauführerschule bestand in Haus Welchenberg bei Grevenbroich. Ein 1933 gegründetes Gauarchiv in Düsseldorf stand unter der Leitung von Alfred Schubert. Als Leiter des Gauamtes für Kommunalpolitik fungierte viele Jahre Horst Ebel, als Leiter des Gauamtes für Städtebau Peter Grund. Der Gau hatte 1941 2,25 Mio. Einwohner. Die Gauzeitung hieß Die Volksparole.

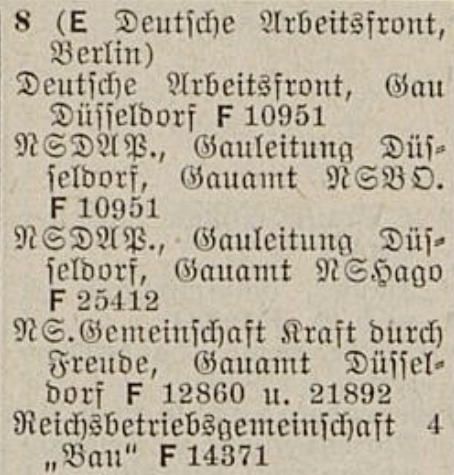
Stromstraße Nr. 8 (1938)

In unmittelbarer Nähe zum Düsseldorfer Hafen befand sich die DAF-Gauwaltung.
Seit 1934 entwickelte die Gauleitung ambitionierte Pläne für den Ausbau der Gauhauptstadt Düsseldorf. Hierzu rief sie auf Kosten der Stadt eine „Stadtplanungsgesellschaft m.b.H.“ ins Leben. Diese stand von 1939 bis 1942 unter der Leitung des Architekten Gerhard Graubner, der 1938 einen Generalbebauungsplan zum Ausbau der Gauhauptstadt vorgestellt hatte. Der Plan für die „Stadt des schaffenden Volkes“ sah nach dem Vorbild des Gesamtbauplans für die Reichshauptstadt Berlin ein monumentales Achsenkreuz als Verkehrsdrehscheibe mitten im historischen Hofgarten vor. Außerdem schlug dieser Plan – anknüpfend an das 1931 entstandene Schlageter-Nationaldenkmal im Norden der Stadt – eine großmaßstäbliche Bebauung am Rheinufer vor, so etwa außer einem neuen Rathaus am Altstadtufer, einer neuen Oper und einer Schlageter-Halle als „Kathedrale des völkischen Selbstbewußtseins“ auch einen Verwaltungssitz des Gauleiters mit einem mehrere hundert Meter hohen Turm im Gelände des Rheinparks Golzheim. Im linksrheinischen Teil Düsseldorfs sollte eine „Kraft-durch-Freude-Stadt“ mit großen Hotelbauten entstehen. Die Pläne gingen in den Kriegswirren unter. Die „Stadtplanungsgesellschaft m.b.H.“, die für die Jahre 1946 und 1947 noch als Beteiligung der Stadt Düsseldorf aufgeführt worden war, verschwand danach.

## Untergliederung
Nach Abtrennung der Kreisgebiete von Kleve, Geldern und Moers waren noch folgende Kreisleitungen der NSDAP dem Gau Düsseldorf unterstellt:
- Bergisch-Land
- Düsseldorf
- Gladbach-Rheydt
- Krefeld
- Mettmann
- Neuß
- Solingen
- Viersen-Kempen
- Wuppertal